# Prognose
Een prognose is een uitspraak omtrent het vermoedelijk verloop van een gebeurtenis.
Het woord prognose is ontleend aan het Griekse prognosis (voorkennis). "Prognosticeren" is standaardtaal in Nederland. "Pronostikeren"  is standaardtaal in België. Geen van beide is standaardtaal voor het hele taalgebied. In Vlaanderen gebruikt men weleens het woord "pronostiek", als men het heeft over een voorspelling maken of een gokje wagen op een toekomstige gebeurtenis. 
In de medische wetenschap is de prognose de uitspraak van de arts over het vermoedelijke verloop en uitkomst van een ziekte. Dit kan dus variëren van een gunstige prognose (volledige genezing) tot een ongunstige prognose (sterfte, soms verder aangeduid met een bepaalde verwachte termijn). 
De arts baseert zich hierbij zo veel mogelijk op wetenschappelijke kennis, het waargenomen verloop van de ziekte bij een zo groot mogelijke groep patiënten met dezelfde ziekte in hetzelfde stadium. De uitspraak van de arts blijft echter altijd een onzekere: een patiënt kan onverwachts tóch overlijden, of juist onverwachts lang blijven leven. 
De term prognose wordt ook in andere, niet-medische contexten gebruikt zoals in de economie of in de astrologie, waarin eveneens getracht wordt om op basis van bepaalde gegevens uitspraken te doen over toekomstige ontwikkelingen.

## Afbreken
Volgens het Groene Boekje moet het woord worden afgebroken als prog-nose. Dat is in strijd met de etymologie (pro-gnose, voor-kennis).